# Åkerdagmossa
Åkerdagmossa (Pseudephemerum nitidum) är en bladmossart som beskrevs av Hermann Johann O. Reimers 1933. Åkerdagmossa ingår i släktet Pseudephemerum och familjen Dicranaceae. Arten är reproducerande i Sverige. Inga underarter finns listade i Catalogue of Life.